# Manuel García Rulfo
Manuel García Rulfo (Guadalajara, Jalisco; 25 de febrero de 1981) es un actor de cine y televisión y modelo mexicano. Es conocido principalmente por interpretar a Mickey Haller en la serie original de Netflix, The Lincoln Lawyer. García Rulfo participó en producciones como,  6 Underground,  Perfectos desconocidos, From Dusk till Dawn: The Series, Cake, Touch: The Series, Los siete magníficos (The Magnificent Seven) y  Sweet Girl.

## Carrera
Es conocido por sus papeles en las películas Bendíceme, Última y Cake. En televisión ha aparecido en la serie From Dusk till Dawn: The Series. También aparece en la nueva versión de la cinta de 1960 Los siete magníficos dirigida por Antoine Fuqua y estrenada en 2016.

### Inicios
Nacido en Guadalajara, Jalisco. Su interés por el cine surge en su niñez, en Jalisco gracias a que su abuelo era un gran fanático al cine, el cual los ponía a actuar y luego los filmaba con su cámara de 16 milímetros, después la veían a la hora de la comida. Manuel estudió en varias escuelas hasta llegar a la preparatoria y cuando terminó decidió estudiar Comunicaciones en la Universidad Del Valle de Atemajac, sin embargo pronto se dio cuenta de que esa no era su vocación. Al principio sus padres no entendían que quería actuar, pero decidieron apoyarlo y estudió en la Escuela de Cine de Nueva York y en la Larry Moss Studio Academy con Michelle Danner en Los Ángeles, California, ahí tuvo la oportunidad de participar en varios cortometrajes, pero además, fue también donde participó en su primer largometraje de cine independiente llamado Maquillaje.
Los primeros dos meses en Los Ángeles vivió solo, pero después se mudó con tres compañeros, uno colombiano, uno venezolano y uno africano, no obstante decidió regresar a México para seguirse preparando. De vuelta en su país natal, estudió en la Casa Azul y asistió a cástines, así fue como ganó un papel en la película La última y nos vamos. Su segunda película fue 180 grados, dirigida por Fernando Carrisle y después participó en la cinta La noche de las flores, ópera prima del director Adrián Burns. Hace su debut en una película estadounidense en 2013 con la cinta Bless me, Última. Internacionalmente ha sido conocido por la cinta Cake junto a Jennifer Aniston, Anna Kendrick, Adriana Barraza, Sam Worthington, William H. Macy y Felicity Huffman. Apareció en la serie From Dusk till Dawn: The Series como Narciso Menéndez y junto a Wilmer Valderrama, Eiza González, D. J. Cotrona y Zane Holtz. En 2016 estrenó dos películas, en México participó en la nueva cinta de Manolo Caro, La vida inmoral de la pareja ideal junto a Paz Vega, Cecilia Suárez, Eréndira Ibarra, Juan Pablo Medina, Natasha Dupeyrón, Javier Jattin y Francesco Roder y en Estados Unidos interpreta a Vásquez en Los siete magníficos junto a un elenco de primera línea que incluye a Denzel Washington, Chris Pratt, Ethan Hawke, Vincent D'Onofrio, Lee Byung Hun, Luke Grimes, Matt Bomer y Haley Bennett.
En 2019 le da vida a Javier (Three) en la cinta 6 Underground producida por Michael Bay para Netflix.

## Filmografía

### Cine y televisión
- Valle de lágrimas (2006) - José
- Maquillaje (2007) - Mario
- La última y nos vamos (2009) - Cristian
- 180 grados (2010) - Salvador
- Poor Soul (2011) - Alan
- El encanto del águila (2011) - Padre Pro
- Ralph Inc. (2012) - Mexicano de barrio
- Bless Me, última (2013) - Tío Pedro
- Touch (2013) - Padre Esteban
- Alguien más (2013) - Gabriel
- Cake (2014) - Arturo
- From Dusk till Dawn: The Series (2014-2015) - Narciso Menéndez
- Missed Trains (2015) - Él mismo
- Term Life (2016) - Pedro
- L. A. Series (2016) - Junior
- Los siete magníficos (2016) - Vásquez
- Mexiwood (2016) - Axel García
- La vida inmoral de la pareja ideal (2016) - Lucio
- Sicario: Day of the Soldado (2017) - Gallo
- Murder on the Orient Express (2017) - Biniamino Márquez
- Viudas (2018)
- Perfectos desconocidos (2018)
- Mary (2019) - Mike
- 6 Underground (2019) - Three / Javier
- Greyhound (2020) - López
- Goliat - Poder y debilidad - Segunda temporada - Gabriel Ortega (2020)
- Sweet Girl (2021) - Amo Santos
- El rey de todo el mundo (2021) - Manuel[10]
- El abogado del Lincoln (2022) - Mickey Haller
- El peor vecino del mundo (2022) - Tommy
- Pedro Páramo (2024) - Pedro Páramo
- Jurassic World: Rebirth (2025) - Reuben Delgado